# Hofstijl

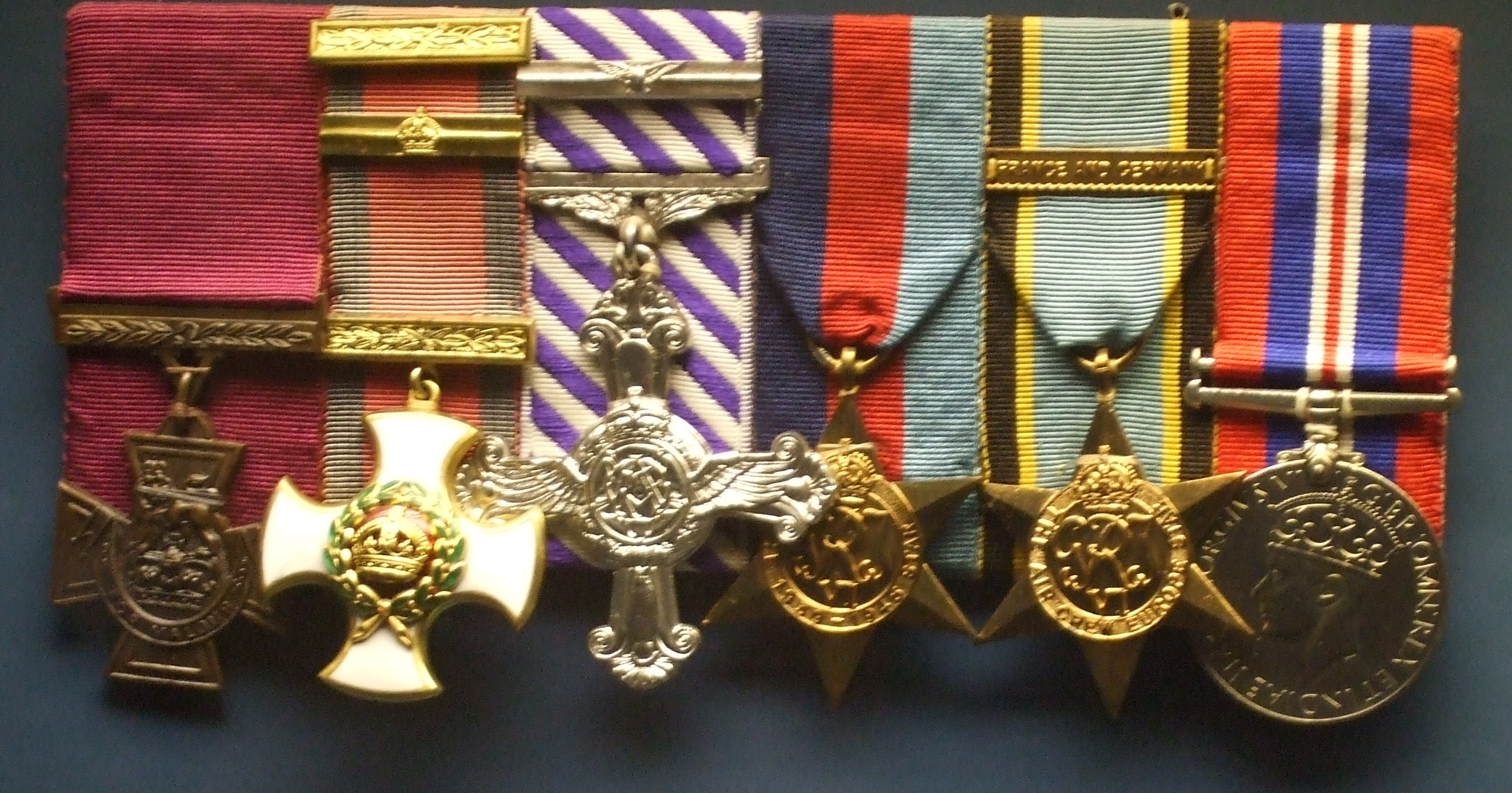
Het Victoria Cross en de DSO met gesp van Guy Gibson VC, DSO, DFC opgemaakt in de Britse hofstijl

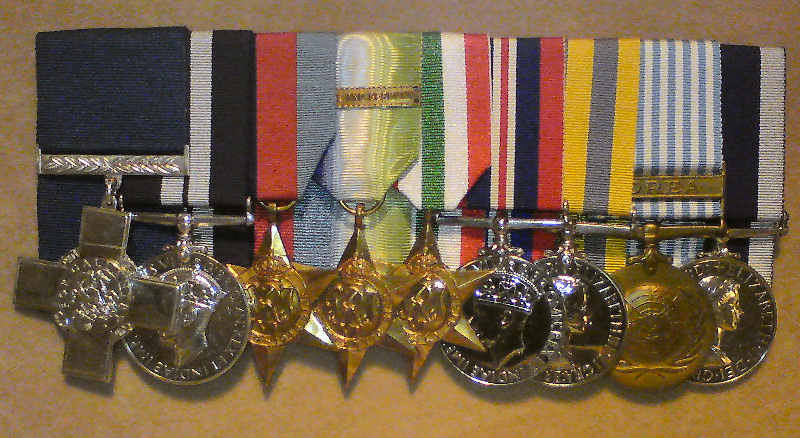
Het George Cross, War Medal 1939-1945 en andere onderscheidingen van Jonathan Rogers opgemaakt in de Britse hofstijl

De hofstijl is in de faleristiek de Britse wijze van opmaak van de linten van onderscheidingen. De kruisen, sterren en medailles worden gedragen aan een lint dat zo wordt omgevouwen dat hun achterzijde onder het versiersel uitkomt. De hofstijl is in het Verenigd Koninkrijk voorgeschreven. In Nederland worden de orden meestal op Pruisische wijze opgemaakt, een stijl die geïntroduceerd werd door Prins Hendrik.
Er zijn in Engeland Nederlandse militairen, met name piloten, geweest die hun vliegerkruisen andere onderscheidingen op de Britse wijze hebben laten opmaken. Eerder droeg François de Casembroot (1817 - 1895), nota bene Kanselier der Nederlandse Ridderorden zijn onderscheidingen op deze wijze.